# Nanoenginyeria
La nanoenginyeria és la pràctica de dissenyar productes i sistemes a la nanoescala. El seu nom s'origina del nanòmetre, la unitat de mesures equivalent a un metre dividit mil milions de vegades (al 10-9 en notació científica).
La nanoenginyeria es relaciona amb la nanotecnologia.

## Mètodes de la nanoenginyeria
1. Fotolitografia - És un mètode que utilitza llum per a produir dissenys en químics foto-sensitius, els quals són després eliminats per exposar la nova superfície. Aquesta tècnica és una de les principals a la fabricació de circuits integrats.
2. Litografia de Raig d'Electrons (Electron Beam Lithography) - Similar a la fotolitrografia, però s'utilitzen rajos d'electrons en comptes de llum.
3. Microscopi Escàner de Túnel (Scanning tunneling microscope, STM) - pot ser emprat per reproduir i manipular estructures tan petites com un àtom.
4. Assemblatge propi (Self Assembly) - Seqüències arbitràries de l'ADN sintètic que es produeixen en grans quantitats i les quals poden ser organitzades en proteïnes úniques o en aminoàcids que poden ser vinculats a altres llenços d'ADN, i dels quals se'n podran crear estructures simples.